# Heinrichsthaler Milchwerke
Die Heinrichsthaler Milchwerke sind eine Molkerei in Radeberg, Sachsen. Die 1880 gegründete Meierei im Heinrichsthal stellte 1884 den ersten deutschen Camembert her. Heute ist die Molkerei ein mittelständisches Unternehmen mit mehr als 200 Millionen Euro Jahresumsatz und über 350 Mitarbeitern.

## Standort
Einziger Standort der Molkerei ist seit ihrer Gründung das ehemalige Vorwerk Heinrichsthal. Es liegt in der gleichnamigen Ortslage der Großen Kreisstadt Radeberg im Landkreis Bautzen, etwa siebzehn Kilometer nordöstlich des Stadtzentrums der Landeshauptstadt Dresden. Das Gutsgelände an der Großröhrsdorfer Straße ist durch die Produktionsanlagen nahezu vollständig überbaut. Nur vier Kilometer weiter nordöstlich steht das noch größere Werk der Sachsenmilch AG in Leppersdorf. Bis 1998 unterhielten die Heinrichsthaler Milchwerke eine weitere Produktionsstätte in Burkau.

## Geschichte

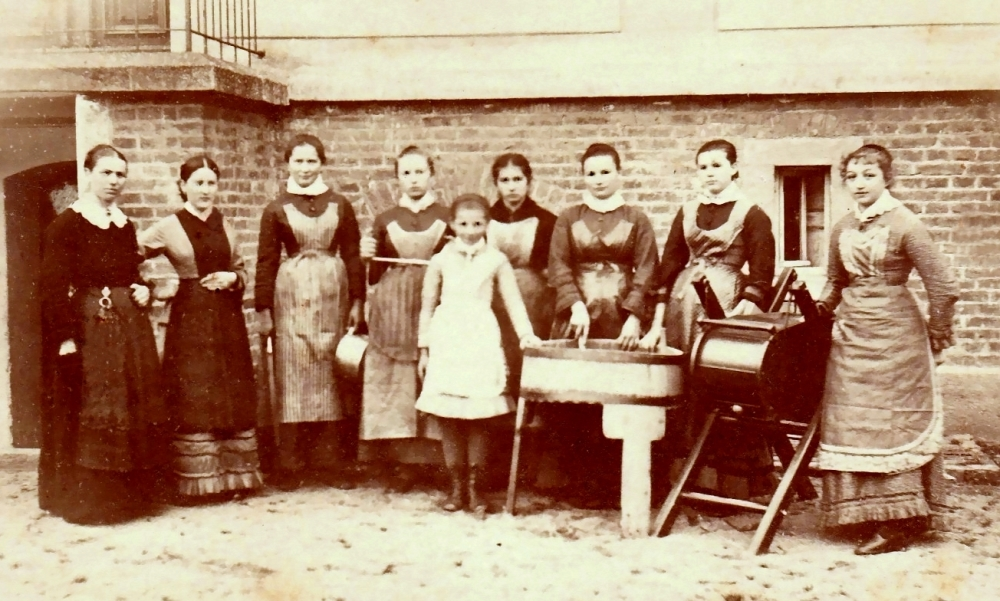
Agathe Zeis (links) mit Schülerinnen ihrer Lehrmeierei Heinrichsthal Radeberg um 1885

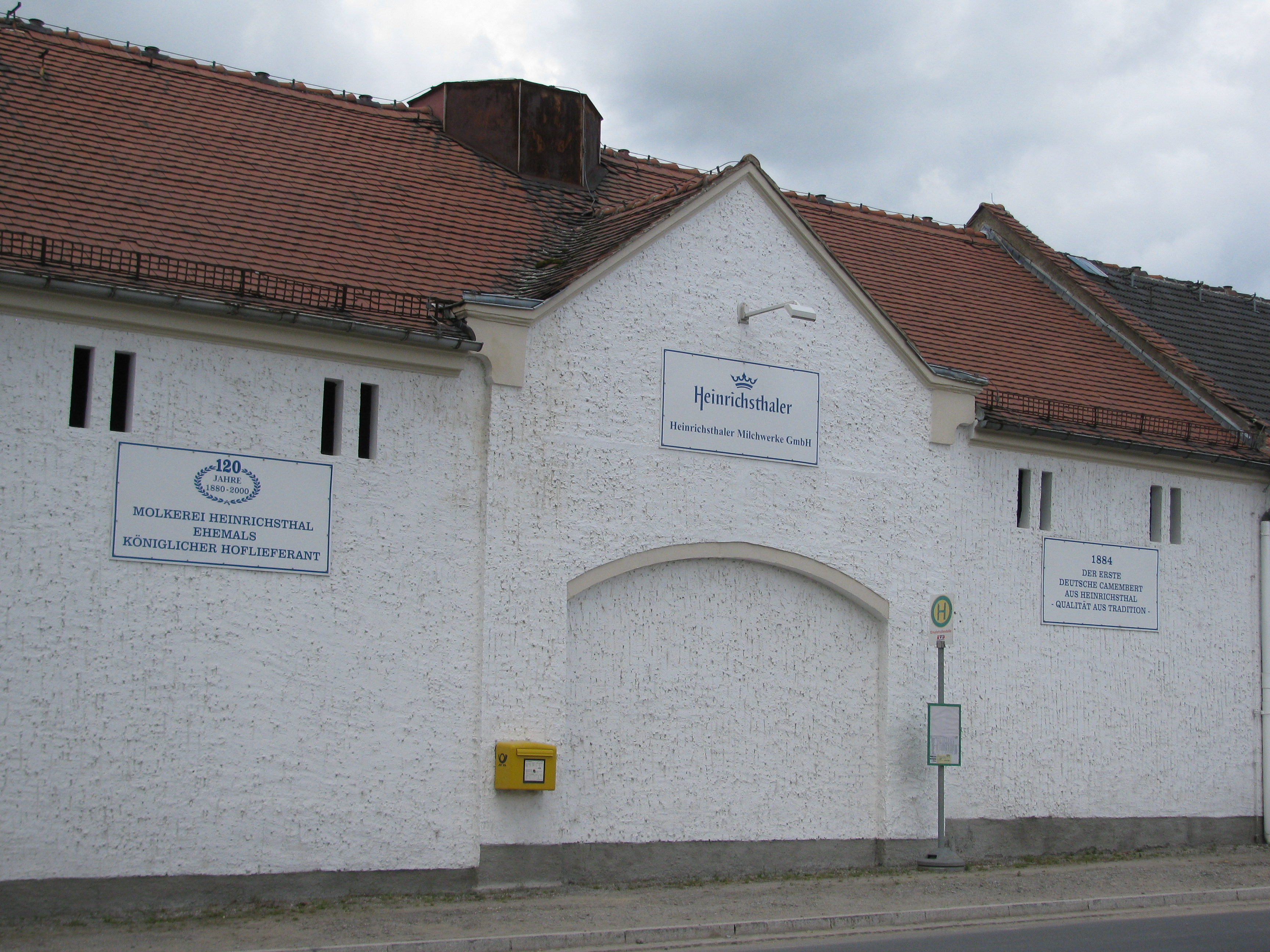
Altes Produktionsgebäude an der Großröhrsdorfer Straße

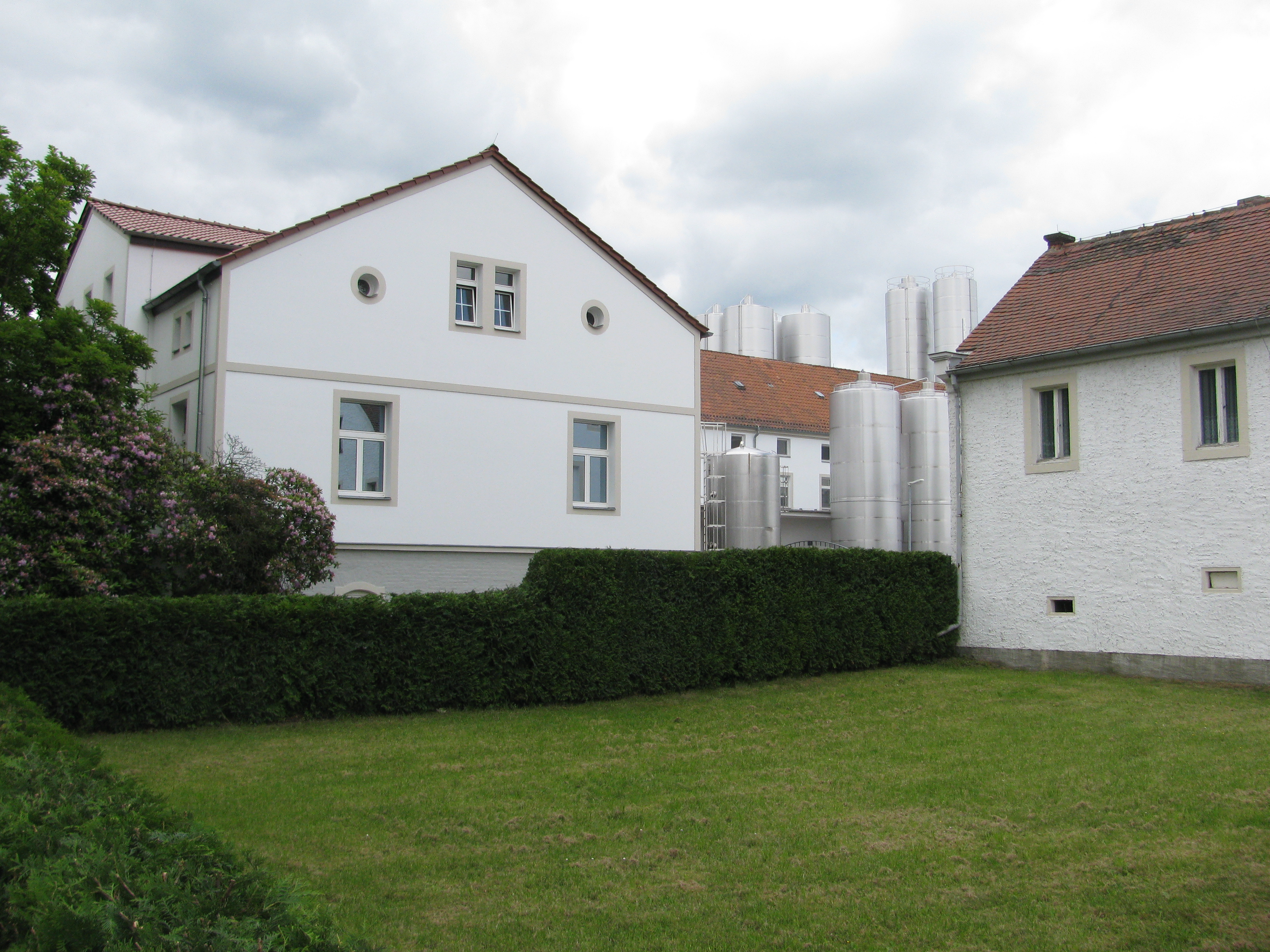
Verwaltungsgebäude der Heinrichsthaler Milchwerke

Agathe Zeis, die Frau des Heinrichsthaler Gutsbesitzers Hermann Alexander Zeis, gründete am 1. Juli 1880 die Haushaltungsschule und Lehrmeierei Heinrichsthal. Vier Jahre nach der Gründung erwarb das Unternehmen das Patent für Camembert und Brie und wurde zum ersten Hersteller dieser französischen Weichkäsespezialitäten in Deutschland. Es entstand eine Niederschrift, in der Zeis milchwirtschaftliches Wissen aus den frühen 1880er Jahren zusammenfasste sowie als Lehrmaterial nutzte. 1883 reiste sie in die Normandie, um sich mit der Produktion des Camemberts zu befassen. Am 26. November 1883 erhielt die Meierei den Titel eines Königlich Sächsischen Hoflieferanten, ein Jahr später belieferte sie auch den Großherzog von Hessen. Im Jahr 1886 verlieh ihr der Deutsche Milchwirtschaftliche Verein seine Goldmedaille.
Nach dem Tod von Agathe Zeis 1887 und dem Konkurs ihres Mannes ein Jahr später übernahmen die Wächtersbacher Unternehmer Heinrich und Louis Prinz die Lehrmeierei und französische Käserei Heinrichsthal und behielten sie bis März 1904 in ihrem Besitz. Als Prokuristen setzten sie Albert Lincke ein. Ab dem 16. Juni 1888 firmierte die Molkerei als „Meierei Heinrichsthal H. E. L. Prinz“, ab Juni 1893 als „Meierei Heinrichsthal Prinz & Lincke“. In jenem Jahr wurde das Unternehmen auch unter seinen neuen Besitzern wieder zum Königlich Sächsischen Hoflieferanten. Deshalb wirbt es heute mit dem Slogan „Königliche Käsespezialitäten“.
Seit Beginn des 20. Jahrhunderts exportiert das Unternehmen seine Erzeugnisse weltweit. Bereits 1904 entwickelte es ein Sterilisationsverfahren, das den Versand von Camembert in tropensicherer Beschaffenheit nach Übersee ermöglichte. Seit dem Ersten Weltkrieg stellte der Betrieb zur Versorgung der deutschen Truppen lang haltbaren Camembert in Weißblechdosen her. Dieses Verfahren setzte sich später in ganz Deutschland durch. In New York richtete die Heinrichsthaler Meierei nach 1910 ein Verkaufsbüro ein. Sie besaß Patente zur Molkeverwertung, zur Produktion von Penizillin auf der Basis von Milchzucker sowie von Diätkäse und zur Herstellung von Heilmitteln aus Molke. Im Jahr 1930, 50 Jahre nach seiner Gründung, hatte das Unternehmen 68 Mitarbeiter und verarbeitete 4,5 Millionen Liter Milch zu Weichkäse. Bis zur Zwangsenteignung am Ende des Zweiten Weltkriegs blieb es in Privatbesitz.
Im Jahr 1945 begann der Wiederaufbau der Produktion in der Molkerei. Zwei Jahre später erfolgte ihre Überführung in die Molkereigenossenschaft Radeberg der VdgB. Zur Genossenschaft gehörten die ehem. Molkereien in Burkau, Lehndorf und Leutwitz. Der aus einer ostpreußischen Molkereifamilie stammende Milchwirtschaftsingenieur und langjährige Leiter der Großenhainer Molkereigenossenschaft Winrich Lammeck übernahm 1962 die Leitung der Heinrichsthaler Molkereigenossenschaft. Von 1970 bis 1972 erfolgten auf dem Gelände umfangreiche Um- und Neubauten. Die Radeberger Molkereigenossenschaft war in der DDR der größte Produzent von Weich-, Schnitt- und Hartkäse. Noch bis 1996 hatten die Heinrichsthaler Milchwerke nach eigenen Angaben im Osten Deutschlands einen Marktanteil von rund 40 Prozent.
Nach der Wende geriet der Betrieb zunächst in eine Krise. Im Jahr 1991 stieg die Gebr. März AG aus Rosenheim ein und wandelte die Molkerei 1992 zur Heinrichsthaler Milchwerke GmbH um. Kurz bevor die Gebr. März AG 1995 in finanzielle Schwierigkeiten geriet und schließlich in Konkurs ging, hatte die Radeberger Molkereigenossenschaft ihre Anteile am Unternehmen jedoch zurückgekauft. Die Genossenschaft besteht aus 28 Anteilseignern und ist bis heute alleinige Gesellschafterin des Betriebs. Während der beiden Jahrzehnte nach der Wende investierte die Heinrichsthaler Milchwerke GmbH über 35 Millionen Euro in den Ausbau ihrer Produktionsanlagen. Allein rund zehn Millionen Euro kostete der Neubau eines Logistikzentrums mit neuem Salzbad und Platz für 4000 Käsepaletten, das der sächsische Umweltminister Frank Kupfer am 19. Juni 2010 eröffnete.
2017 wurde die Feinkäserei Zimmermann GmbH, bekannt als Hersteller von Altenburger Ziegenkäse, übernommen. Sie produziert heute unter der Firmierung Käsemanufaktur Falkenhain GmbH.
Im Jahr 2021 wurde das alte Produktionsgebäude an der Großröhrsdorfer Straße abgerissen, an dieser Stelle befindet sich nun ein Parkplatz.

## Produkte

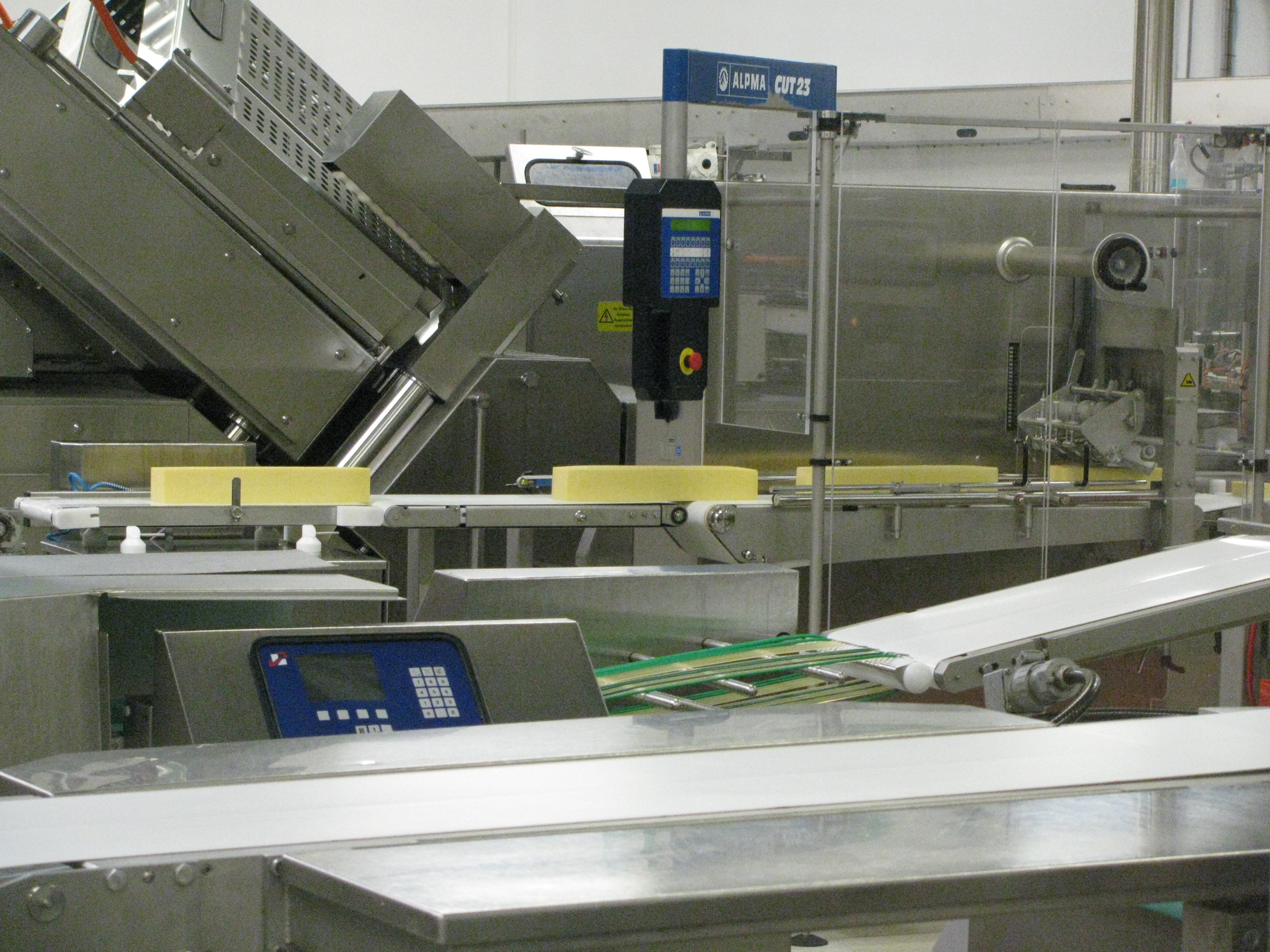
Käseblöcke in der Produktionsanlage

Die Heinrichsthaler Milchwerke GmbH produziert ihren Käse in zahlreichen Sorten. Etwa 50 Prozent der Gesamtproduktion an Reibe- und Scheibenkäse sind für Großverbraucher wie Cateringfirmen bestimmt, circa 50 Prozent gehen in den Lebensmittel-Einzelhandel. Dabei beliefern die Heinrichsthaler Milchwerke auch bundesweit Ketten wie Aldi, Lidl, Rewe, Edeka, Kaufland und Netto mit Käse für deren Handelsmarken. Im Jahr 2004 erhielt der Betrieb das IFS-Gütesiegel für seine Produkte.
Spezialisiert ist die Molkerei auf die Herstellung und Verarbeitung von Hart- und Schnittkäse. Neben Käsescheiben und -portionen bietet sie auch Reibkäse in verschiedenen Abpackgrößen an. Neben den geläufigen Sorten Edamer, Gouda, Tilsiter, Butterkäse, Emmentaler und Maasdamer haben die Heinrichsthaler Milchwerke auch diverse Spezialitäten im Angebot, darunter Bärlauchkäse, Bockshornkleekäse und Elbländer. Außerdem stellt das Unternehmen Radeberger Bierkäse und die „Käsefüße“, Schnittkäse in Fußform für Kinder, her. Seit 2006 produziert es laktosefreien Käse, der für Menschen mit Milchzuckerunverträglichkeit geeignet ist.
Der Weichkäse, für den die Meierei im späten 19. Jahrhundert sowie in der DDR-Zeit bekannt war, wird am zweiten Produktionsstandort in Falkenhain bei Leipzig als Lohnauftrag nach Originalrezept produziert.

## Einzelnachweise

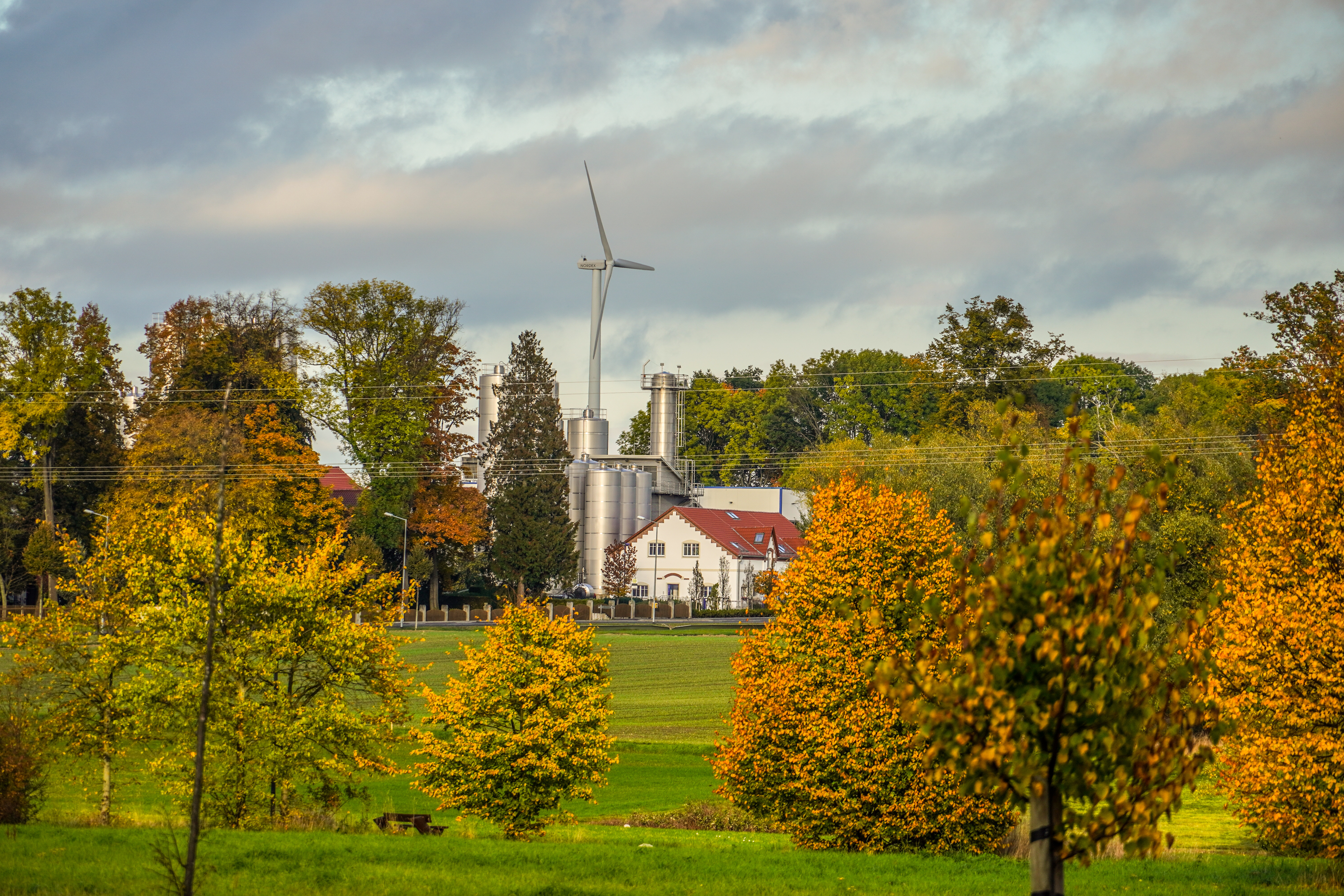
Blick von der Hüttermühle kommend in Richtung Heinrichsthaler Milchwerke, Herbst 2022